# Cuerda cósmica

Esta imagen es una simulación generada por ordenador que representa la magnitud del gradiente de anisotropías inducidas por cuerdas cósmicas en el fondo cósmico de microondas.

Una cuerda cósmica es un defecto topológico unidimensional en el espacio. Por el momento, las cuerdas cósmicas solo se conocen hipotéticamente; no hay observaciones que demuestren su existencia. Ahora bien, de las teorías sobre la evolución del universo se puede deducir, al menos, la posibilidad de que existan.

## Cuestiones fundamentales
Las cuerdas cósmicas pueden haberse formado en una breve lapso de tiempo después del Big Bang, cuando una interacción conforme a las teorías de gran unificación (TGU o GUT: Grand Unification Theory), debida a la ruptura de simetría por el enfriamiento del universo, se dividió en una interacción electrodébil y una interacción fuerte. Este proceso no tiene por qué haber tenido lugar de manera uniforme en todo el Universo; también podría haberse extendido, mediante burbujas, independientemente por regiones separadas. Las cuerdas cósmicas y otros defectos se generan cuando entran en contacto regiones con un estado de campo diferente. Un modelo comparable sería la cristalización. El borde permanece estable, mientras que en el resto se realiza la transición de fase a las correspondientes fuerzas. La cuerda cósmica es un borde unidimensional, constituido  por un estado de campo que no ha participado en la transición de fase.
Una cuerda cósmica tendría la forma de un hilo pesado, largo, extremadamente fino. De acuerdo con la teoría de gran unificación (TGU), el diámetro de una cuerda cósmica sería de tan solo una trillonésima parte del tamaño del universo (lo cual significa que si el átomo de hidrógeno fuera del tamaño del sol, el diámetro de la cuerda superaría el grosor de la Vía Láctea). En cambio, su longitud puede adoptar  proporciones cósmicas. Una cuerda de solamente 6 kilómetros de largo tendría una masa igual a aproximadamente la masa de la Tierra. 
En el Universo temprano, las cuerdas cósmicas pueden haber actuado como semillas de las fluctuaciones de densidad, a partir de las cuales más tarde se formaron estructuras grandes (por ejemplo los cúmulos de galaxias y supercúmulos). Las observaciones actuales, más precisas, de la estructura del reparto de la materia por el universo, hechas  directamente mediante muestreo del cielo, o bien indirectamente por observación de la radiación de fondo, indican que las cuerdas cósmicas no participaron de manera significativa en la formación de la estructura. 
El descubrimiento de la galaxia doble CSL-1 (“Capodimonte-Sternberg Lens candidate 1”) le había dado un nuevo impulso a la hipótesis de las cuerdas cósmicas. La coincidencia de los espectros parecía contradecir la suposición de que se trataba de dos galaxias independientes, la forma sin distorsiones excluía la posibilidad de que las galaxias situadas en un primer plano estuvieran actuando como lentes gravitacionales. Pero unas observaciones posteriores con el telescopio espacial Hubble, en el año 2006, mostraron que efectivamente se trataba de una galaxia doble, y no, como se había supuesto en un primer momento, de la doble imagen de una única galaxia.
Hay otra posibilidad de demostrar directamente la existencia de las cuerdas cósmicas: mediante medidas de precisión de la radiación cósmica de fondo. Pero la resolución espacial de los datos de la sonda WMAP no permite llegar a una conclusión unívoca. La cuestión no se podrá dilucidar hasta que no se hayan obtenido los resultados de las futuras mediciones con el satélite Planck.

## Las cuerdas cósmicas y la teoría de cuerdas
No hay una relación directa entre la teoría de las cuerdas cósmicas y la teoría de cuerdas. La palabra «cuerda» se usa en ambos casos como analogía, pero de manera independiente. No obstante, los trabajos sobre teoría de cuerdas en la década de los 2000 han vuelto a renovar el interés por las cuerdas cósmicas. En 2002 Henry Tyre y sus colaboradores descubrieron que en el modelo de  inflación de branas, al final de la evolución, se forman cuerdas cósmicas. Joseph Jolchinski demostró que la expansión del universo puede estirar una cuerda fundamental, es decir, un objeto de la teoría de cuerdas, hasta alcanzar un tamaño intergaláctico. Una “cuerda estirada” de este tipo tendría muchas de las características que poseen también las cuerdas cósmicas ya estudiadas, lo cual renovó el interés por estos trabajos. Otros objetos de la teoría de cuerdas, como por ejemplo las “D-strings” o cuerdas D (unas branas D muy estiradas), podrían tener similitudes con las cuerdas cósmicas. Eso significa que el descubrimiento de cuerdas cósmicas  puede asimismo ofrecer información sobre la teoría de cuerdas.  
Las cuerdas de la teoría de cuerdas emitirían ondas gravitacionales, las cuales probablemente serían observadas por experimentos como LIGO. También podrían dar lugar a pequeñas irregularidades de la radiación de fondo. Hasta ahora no se han encontrado, pero futuras investigaciones, como el telescopio espacial Planck, podrían llegar a observarlas.